# جريج هنري
جريج هنري (بالإنجليزية: Gregg Henry)‏ هو كاتب أغاني ومغني وممثل أمريكي، ولد في 6 مايو 1952 بليكوود في الولايات المتحدة.

## الحياة الشخصية
هنري متزوج من المخرجة المسرحية الأمريكية ليزا جيمس.

## أعمال

### أفلام
- (1983) الوجه ذو الندبة[6]
- (1999) باي باك[7][8]
- (2006) داليا السوداء[9]
- (2006) سليثر[10]
- (2006) يونايتد 93[11]
- (2014) حراس المجرة[12][13][14][15][16]
- (2016) جيسون بورن[17][18]
- (2017) حراس المجرة 2[19][19]

### مسلسلات
- القتل
- بنات غيلمور
- جاغ
- جوال تكساس ووكر
- التحقيق في موقع الجريمة
- ميامي
- سنة في العمر
- فضيحة[20]
- كاسل

## وصلات خارجية
- جريج هنري على موقع IMDb (الإنجليزية)
- جريج هنري على موقع روتن توميتوز (الإنجليزية)
- جريج هنري على موقع ألو سيني (الفرنسية)
- جريج هنري على موقع أول موفي (الإنجليزية)
- جريج هنري على موقع قاعدة بيانات الأفلام السويدية (السويدية)
- جريج هنري على موقع إن إن دي بي (الإنجليزية)
- جريج هنري على موقع ديسكوغز (الإنجليزية)
- جريج هنري على موقع قاعدة بيانات الفيلم (الإنجليزية)
- جريج هنري على موقع كينوبويسك (الروسية)